# 20e étape du Tour d'Espagne 2004
Pour un article plus général, voir Tour d'Espagne 2004.
La 20e étape du Tour d'Espagne 2004 a eu lieu le 25 septembre 2004 entre la ville de Alcobendas et le col routier du Puerto de Navacerrada sur une distance de 178 km. Elle a été remportée par l'Espagnol José Enrique Gutiérrez (Phonak Hearing Systems) devant ses compatriotes Eladio Jiménez et David Latasa, tous deux membres de l'équipe Comunidad Valenciana-Kelme. Roberto Heras (Liberty Seguros) conserve le maillot de leader à l'issue de l'étape.

## Classement de l'étape
| \| Classement de l'étape \| Classement de l'étape \| Classement de l'étape \| Classement de l'étape \| Classement de l'étape \| \| Coureur \| Coureur \| Pays \| Équipe \| Temps \| \| --------------------- \| ---------------------- \| --------------------- \| ------------------------------- \| --------------------- \| \| 1er \| José Enrique Gutiérrez \| Espagne \| Phonak Hearing Systems \| 4 h 52 min 20 s \| \| 2e \| Eladio Jiménez \| Espagne \| Comunidad Valenciana-Kelme \| + 38 s \| \| 3e \| David Latasa \| Espagne \| Comunidad Valenciana-Kelme \| + 1 min 25 s \| \| 4e \| Santiago Pérez \| Espagne \| Phonak Hearing Systems \| + 1 min 37 s \| \| 5e \| Aitor Pérez Arrieta \| Espagne \| Cafés Baqué \| + 2 min 03 s \| \| 6e \| Roberto Heras \| Espagne \| Liberty Seguros \| + 2 min 07 s \| \| 7e \| Cédric Vasseur \| France \| Cofidis-Le Crédit par Téléphone \| + 2 min 07 s \| \| 8e \| Francisco Mancebo \| Espagne \| Illes Balears-Banesto \| + 2 min 10 s \| \| 9e \| Jorge Ferrío \| Espagne \| Costa de Almería-Paternina \| + 2 min 18 s \| \| 10e \| Alejandro Valverde \| Espagne \| Comunidad Valenciana-Kelme \| + 2 min 18 s \| |                        |         |                                 |                 |
| |                        |         |                                 |                 |
| |                        |         |                                 |                 |
| Classement de l'étape |                        |         |                                 |                 |
| Coureur | Coureur                | Pays    | Équipe                          | Temps           |
| 1er | José Enrique Gutiérrez | Espagne | Phonak Hearing Systems          | 4 h 52 min 20 s |
| 2e | Eladio Jiménez         | Espagne | Comunidad Valenciana-Kelme      | + 38 s          |
| 3e | David Latasa           | Espagne | Comunidad Valenciana-Kelme      | + 1 min 25 s    |
| 4e | Santiago Pérez         | Espagne | Phonak Hearing Systems          | + 1 min 37 s    |
| 5e | Aitor Pérez Arrieta    | Espagne | Cafés Baqué                     | + 2 min 03 s    |
| 6e | Roberto Heras          | Espagne | Liberty Seguros                 | + 2 min 07 s    |
| 7e | Cédric Vasseur         | France  | Cofidis-Le Crédit par Téléphone | + 2 min 07 s    |
| 8e | Francisco Mancebo      | Espagne | Illes Balears-Banesto           | + 2 min 10 s    |
| 9e | Jorge Ferrío           | Espagne | Costa de Almería-Paternina      | + 2 min 18 s    |
| 10e | Alejandro Valverde     | Espagne | Comunidad Valenciana-Kelme      | + 2 min 18 s    |

## Classement général
| \| Classement général \| Classement général \| Classement général \| Classement général \| Classement général \| \| Coureur \| Coureur \| Pays \| Équipe \| Temps \| \| ------------------ \| -------------------------- \| ------------------ \| ---------------------------------- \| ------------------ \| \| 1er \| Roberto Heras \| Espagne \| Liberty Seguros \| 77 h 07 min 28 s \| \| 2e \| Santiago Pérez \| Espagne \| Phonak Hearing Systems \| + 43 s \| \| 3e \| Francisco Mancebo \| Espagne \| Illes Balears-Banesto \| + 2 min 19 s \| \| 4e \| Alejandro Valverde \| Espagne \| Comunidad Valenciana-Kelme \| + 2 min 26 s \| \| 5e \| Carlos García Quesada \| Espagne \| Comunidad Valenciana-Kelme \| + 6 min 33 s \| \| 6e \| Isidro Nozal \| Espagne \| Liberty Seguros \| + 7 min 16 s \| \| 7e \| Carlos Sastre \| Espagne \| CSC \| + 8 min 16 s \| \| 8e \| José Ángel Gómez Marchante \| Espagne \| Costa de Almería-Paternina \| + 12 min 11 s \| \| 9e \| Luis Pérez Rodríguez \| Espagne \| Cofidis-Le Crédit par Téléphone \| + 12 min 45 s \| \| 10e \| Stefano Garzelli \| Italie \| Vini Caldirola-Nobili Rubinetterie \| + 14 min 35 s \| |                            |         |                                    |                  |
| |                            |         |                                    |                  |
| |                            |         |                                    |                  |
| Classement général |                            |         |                                    |                  |
| Coureur | Coureur                    | Pays    | Équipe                             | Temps            |
| 1er | Roberto Heras              | Espagne | Liberty Seguros                    | 77 h 07 min 28 s |
| 2e | Santiago Pérez             | Espagne | Phonak Hearing Systems             | + 43 s           |
| 3e | Francisco Mancebo          | Espagne | Illes Balears-Banesto              | + 2 min 19 s     |
| 4e | Alejandro Valverde         | Espagne | Comunidad Valenciana-Kelme         | + 2 min 26 s     |
| 5e | Carlos García Quesada      | Espagne | Comunidad Valenciana-Kelme         | + 6 min 33 s     |
| 6e | Isidro Nozal               | Espagne | Liberty Seguros                    | + 7 min 16 s     |
| 7e | Carlos Sastre              | Espagne | CSC                                | + 8 min 16 s     |
| 8e | José Ángel Gómez Marchante | Espagne | Costa de Almería-Paternina         | + 12 min 11 s    |
| 9e | Luis Pérez Rodríguez       | Espagne | Cofidis-Le Crédit par Téléphone    | + 12 min 45 s    |
| 10e | Stefano Garzelli           | Italie  | Vini Caldirola-Nobili Rubinetterie | + 14 min 35 s    |

## Classements annexes
| Classement par points | Classement par points | Classement par points | Classement par points      | Classement par points |
| Coureur               | Coureur               | Pays                  | Équipe                     | Points                |
| --------------------- | --------------------- | --------------------- | -------------------------- | --------------------- |
| 1er                   | Erik Zabel            | Allemagne             | T-Mobile                   | 152 pts               |
| 2e                    | Alejandro Valverde    | Espagne               | Comunidad Valenciana-Kelme | 142 pts               |
| 3e                    | Roberto Heras         | Espagne               | Liberty Seguros            | 128 pts               |
| 4e                    | Francisco Mancebo     | Espagne               | Illes Balears-Banesto      | 114 pts               |
| 5e                    | Santiago Pérez        | Espagne               | Phonak Hearing Systems     | 110 pts               |

| Classement par points | Classement par points | Classement par points | Classement par points      | Classement par points |
| Coureur               | Coureur               | Pays                  | Équipe                     | Points                |
| --------------------- | --------------------- | --------------------- | -------------------------- | --------------------- |
| 1er                   | Erik Zabel            | Allemagne             | T-Mobile                   | 152 pts               |
| 2e                    | Alejandro Valverde    | Espagne               | Comunidad Valenciana-Kelme | 142 pts               |
| 3e                    | Roberto Heras         | Espagne               | Liberty Seguros            | 128 pts               |
| 4e                    | Francisco Mancebo     | Espagne               | Illes Balears-Banesto      | 114 pts               |
| 5e                    | Santiago Pérez        | Espagne               | Phonak Hearing Systems     | 110 pts               |

| Classement de la montagne | Classement de la montagne | Classement de la montagne | Classement de la montagne  | Classement de la montagne |
| Coureur                   | Coureur                   | Pays                      | Équipe                     | Points                    |
| ------------------------- | ------------------------- | ------------------------- | -------------------------- | ------------------------- |
| 1er                       | Félix Cárdenas            | Colombie                  | Cafés Baqué                | 167 pts                   |
| 2e                        | Roberto Heras             | Espagne                   | Liberty Seguros            | 111 pts                   |
| 3e                        | Santiago Pérez            | Espagne                   | Phonak Hearing Systems     | 110 pts                   |
| 4e                        | Eladio Jiménez            | Espagne                   | Comunidad Valenciana-Kelme | 110 pts                   |
| 5e                        | Francisco Mancebo         | Espagne                   | Illes Balears-Banesto      | 92 pts                    |

| Classement de la montagne | Classement de la montagne | Classement de la montagne | Classement de la montagne  | Classement de la montagne |
| Coureur                   | Coureur                   | Pays                      | Équipe                     | Points                    |
| ------------------------- | ------------------------- | ------------------------- | -------------------------- | ------------------------- |
| 1er                       | Félix Cárdenas            | Colombie                  | Cafés Baqué                | 167 pts                   |
| 2e                        | Roberto Heras             | Espagne                   | Liberty Seguros            | 111 pts                   |
| 3e                        | Santiago Pérez            | Espagne                   | Phonak Hearing Systems     | 110 pts                   |
| 4e                        | Eladio Jiménez            | Espagne                   | Comunidad Valenciana-Kelme | 110 pts                   |
| 5e                        | Francisco Mancebo         | Espagne                   | Illes Balears-Banesto      | 92 pts                    |

| Classement du combiné | Classement du combiné | Classement du combiné | Classement du combiné      | Classement du combiné |
| Coureur               | Coureur               | Pays                  | Équipe                     | Points                |
| --------------------- | --------------------- | --------------------- | -------------------------- | --------------------- |
| 1er                   | Roberto Heras         | Espagne               | Liberty Seguros            | 6 pts                 |
| 2e                    | Santiago Pérez        | Espagne               | Phonak Hearing Systems     |                       |
| 3e                    | Francisco Mancebo     | Espagne               | Illes Balears-Banesto      | 12 pts                |
| 4e                    | Alejandro Valverde    | Espagne               | Comunidad Valenciana-Kelme | 13 pts                |
| 5e                    | Isidro Nozal          | Espagne               | Liberty Seguros            | 25 pts                |

| Classement du combiné | Classement du combiné | Classement du combiné | Classement du combiné      | Classement du combiné |
| Coureur               | Coureur               | Pays                  | Équipe                     | Points                |
| --------------------- | --------------------- | --------------------- | -------------------------- | --------------------- |
| 1er                   | Roberto Heras         | Espagne               | Liberty Seguros            | 6 pts                 |
| 2e                    | Santiago Pérez        | Espagne               | Phonak Hearing Systems     |                       |
| 3e                    | Francisco Mancebo     | Espagne               | Illes Balears-Banesto      | 12 pts                |
| 4e                    | Alejandro Valverde    | Espagne               | Comunidad Valenciana-Kelme | 13 pts                |
| 5e                    | Isidro Nozal          | Espagne               | Liberty Seguros            | 25 pts                |

| Classement par équipes | Classement par équipes     | Classement par équipes | Classement par équipes |
| Équipe                 | Équipe                     | Pays                   | Temps                  |
| ---------------------- | -------------------------- | ---------------------- | ---------------------- |
| 1re                    | Comunidad Valenciana-Kelme | Espagne                | 218 h 16 min 36 s      |
| 2e                     | Liberty Seguros            | Espagne                | + 27 min 19 s          |
| 3e                     | Illes Balears-Banesto      | Espagne                | + 34 min 34 s          |
| 4e                     | Costa de Almería-Paternina | Espagne                | + 52 min 29 s          |
| 5e                     | Phonak Hearing Systems     | Suisse                 | + 58 min 38 s          |

| Classement par équipes | Classement par équipes     | Classement par équipes | Classement par équipes |
| Équipe                 | Équipe                     | Pays                   | Temps                  |
| ---------------------- | -------------------------- | ---------------------- | ---------------------- |
| 1re                    | Comunidad Valenciana-Kelme | Espagne                | 218 h 16 min 36 s      |
| 2e                     | Liberty Seguros            | Espagne                | + 27 min 19 s          |
| 3e                     | Illes Balears-Banesto      | Espagne                | + 34 min 34 s          |
| 4e                     | Costa de Almería-Paternina | Espagne                | + 52 min 29 s          |
| 5e                     | Phonak Hearing Systems     | Suisse                 | + 58 min 38 s          |